# Bulbophyllum bowkettiae
Bulbophyllum bowkettiae är en orkidéart som beskrevs av Frederick Manson Bailey. Bulbophyllum bowkettiae ingår i släktet Bulbophyllum och familjen orkidéer. Inga underarter finns listade i Catalogue of Life.